# Requiem (2006)
Requiem is een Duitse dramafilm uit 2006 van regisseur Hans-Christian Schmid. Het verhaal werd gebaseerd op het leven van Anneliese Michel, een strenggelovige epileptische vrouw die dacht bezeten te zijn door meerdere demonen. Bernd Lange bewerkte het verhaal tot filmscenario.

## Verhaal
Michaela Klingler is jaren thuis gebleven vanwege zware verschijnselen van epilepsie, waar artsen de oorzaak niet van konden achterhalen. Nadat ze zes maanden geen aanval meer heeft gehad, wil ze gaan studeren aan de universiteit in Tübingen. Hoewel haar moeder Marianne tegen is, huurt haar vader Karl een kamer voor Michaela op de campus.
In eerste instantie gaat het goed met Michaela. Ze raakt bevriend met Hanna Imhof en krijgt een vriendje, Stefan Weiser. De druk van het studeren grijpt haar niettemin al snel naar de keel. Terwijl ze haar medicijnen steeds minder inneemt, krijgt ze last van waanideeën en gaat ze stemmen horen. Ervan overtuigd dat de medische wetenschap haar niet kan helpen, stopt ze met haar medicijnen en zoekt ze haar heil in religieuze kringen, onder meer bij duivelsuitdrijver Martin Borchert. Terwijl Hanna en Stefan blijven aandringen om naar een psychiater te gaan, gaat Michaelas geestelijke en lichamelijke gezondheid zienderogen achteruit.

## Rolverdeling
- Sandra Hüller: Michaela Klingler (gebaseerd op Anneliese Michel)
- Burghart Klaußner: Karl Klingler
- Imogen Kogge: Marianne Klingler
- Anna Blomeier: Hanna Imhof
- Nicholas Reinke: Stefan Weiser
- Jens Harzer: Martin Borchert
- Walter Schmidinger: Gerhard Landauer
- Friederike Adolph: Helga Klingler
- Irene Kugler: Mevrouw Krämer
- Johann Adam Oest: Professor Schneider
- Eva Löbau: Verpleegster
- Anne Berger: Studente
- Alejandro Esquerra: Student
- Kutrín Kreredis: Student
- Hannah Neumann: Studente

## Prijzen
- Bayerischer Filmpreis - beste jonge actrice (Hüller)
- Filmfestival van Berlijn - Zilveren Beer voor beste actrice (Hüller), FIPRESCI Prijs (Schmid)
- International Film Festival - internationale filmcompetitie (Schmid)
- European Film Awards - beste actrice (Hüller)
- Film+ - montage award (Hansjörg Weißbrich & Bernd Schlegel)
- Deutscher Filmpreis - beste film (Schmid), beste kostuumontwerp (Bettina Marx), beste actrice in een hoofdrol (Hüller), beste actrice in een bijrol (Kogge), beste geluid (Lars Ginzel, Dirk Jacob, Marc Parisotto, Martin Steyer)
- German Film Critics Association Awards - beste actrice (Hüller), beste film (Schmid)
- Filmfestival van Sitges - beste actrice (Hüller), beste film (Schmid)

## Trivia
- Requiem was Hüllers eerste hoofdrol in een film.
- Hetzelfde verhaal werd een jaar eerder verfilmd als (het Engelstalige) The Exorcism of Emily Rose (2005). Anders dan die rolprent, gebruikt Requiem geen speciale effecten.